# Islandska kružna cesta
Islandska kružna cesta ili Pravac 1  (islandski: Hringvegur ili Þjóðvegur 1) je glavna cesta na Islandu koji vodi oko otoka i povezuje najnaseljenije dijelove zemlje. Ukupna dužina ceste je 1,339 kilometara.
Gotovo za cijele dužine, cesta je širine dvije trake s jednom trakom u svakom smjeru. Gdje prolazi kroz veće gradove ima i proširenja na više staza, kao i u tunelu Hvalfjörður. Većina manjih mostova su s jednom trakom i izrađeni su od drva i/ili čelika. Cesta je asfaltirana s asfaltom na većini svoje duljine, ali još uvijek postoje u istočnom dijelu zemlje makadamske dionice. Islandska uprava za ceste Vegagerðin nadgleda održavanje i građenje malih prilaznih cesta.
Promet na cesti puno varira ovisno o lokaciji, u neposrednoj blizini Reykjavíka je oko 5,000-10,000 vozila dnevno, ali u najudaljenijim naseljima od većih gradova može se vidjeti u prosjeku manje od 100 vozila dnevno.
Cesta je završena 1974. kako bi se proslavilio 1.100 godina naseljavanja otoka. Tada je bio otvoren i najduži most na Islandu preko rijeke u Skeiðare.

## Gradovi i naselja kroz koja prolazi kružna cesta
- Reykjavik
- Mosfellsbær
- Grundarhverfi
- Borgarnes
- Bifröst
- Brú
- Blönduós
- Akureyri
- Reykjahlíð
- Egilsstaðir
- Breiðdalsvík
- Djúpivogur
- Höfn
- Kirkjubæjarklaustur
- Vík í Mýrdal (Vík)
- Skógar
- Hvolsvöllur
- Hella
- Selfoss
- Hveragerði

## Vanjske poveznice
- Islandske ceste  Arhivirana inačica izvorne stranice od 12. lipnja 2011. (Wayback Machine)
- Fotografije Islandske kružne ceste  Arhivirana inačica izvorne stranice od 4. ožujka 2012. (Wayback Machine)